# Erythranthe
Erythranthe är ett släkte av gyckelblomsväxter. Erythranthe ingår i familjen gyckelblomsväxter.

## Dottertaxa tillErythranthe, i alfabetisk ordning[1]
- Erythranthe acaulis
- Erythranthe acutidens
- Erythranthe alsinoides
- Erythranthe ampliata
- Erythranthe andicola
- Erythranthe androsacea
- Erythranthe arenaria
- Erythranthe arenicola
- Erythranthe arvensis
- Erythranthe austrolatidens
- Erythranthe barbata
- Erythranthe bhutanica
- Erythranthe bicolor
- Erythranthe bodinieri
- Erythranthe brachystylis
- Erythranthe bracteosa
- Erythranthe breweri
- Erythranthe breviflora
- Erythranthe brevinasuta
- Erythranthe bridgesii
- Erythranthe caespitosa
- Erythranthe calcicola
- Erythranthe calciphila
- Erythranthe cardinalis
- Erythranthe carsonensis
- Erythranthe charlestonensis
- Erythranthe chinatiensis
- Erythranthe corallina
- Erythranthe cordata
- Erythranthe cuprea
- Erythranthe decora
- Erythranthe dentata
- Erythranthe dentiloba
- Erythranthe depressa
- Erythranthe diffusa
- Erythranthe discolor
- Erythranthe eastwoodiae
- Erythranthe exigua
- Erythranthe filicaulis
- Erythranthe filicifolia
- Erythranthe floribunda
- Erythranthe gemmipara
- Erythranthe geniculata
- Erythranthe geyeri
- Erythranthe glabrata
- Erythranthe glaucescens
- Erythranthe gracilipes
- Erythranthe grandis
- Erythranthe grayi
- Erythranthe guttata
- Erythranthe hallii
- Erythranthe hardhamiae
- Erythranthe hymenophylla
- Erythranthe inamoena
- Erythranthe inconspicua
- Erythranthe inflata
- Erythranthe inflatula
- Erythranthe inodora
- Erythranthe jungermannioides
- Erythranthe karakormiana
- Erythranthe lacerata
- Erythranthe laciniata
- Erythranthe lagunensis
- Erythranthe latidens
- Erythranthe lewisii
- Erythranthe linearifolia
- Erythranthe lutea
- Erythranthe madrensis
- Erythranthe marmorata
- Erythranthe michiganensis
- Erythranthe microphylla
- Erythranthe minima
- Erythranthe minor
- Erythranthe minutiflora
- Erythranthe moniliformis
- Erythranthe montioides
- Erythranthe moschata
- Erythranthe naiandina
- Erythranthe nasuta
- Erythranthe nelsonii
- Erythranthe nepalensis
- Erythranthe norrisii
- Erythranthe nudata
- Erythranthe orizabae
- Erythranthe pallens
- Erythranthe palmeri
- Erythranthe pardalis
- Erythranthe parishii
- Erythranthe parviflora
- Erythranthe parvula
- Erythranthe patula
- Erythranthe pennellii
- Erythranthe percaulis
- Erythranthe peregrina
- Erythranthe pilosiuscula
- Erythranthe platyphylla
- Erythranthe primuloides
- Erythranthe procera
- Erythranthe pulsiferae
- Erythranthe purpurea
- Erythranthe regni
- Erythranthe rhodoptera
- Erythranthe robertsii
- Erythranthe rubella
- Erythranthe rupestris
- Erythranthe scouleri
- Erythranthe sessilifolia
- Erythranthe shevockii
- Erythranthe sierrae
- Erythranthe sinoalba
- Erythranthe sookensis
- Erythranthe stolonifera
- Erythranthe suksdorfii
- Erythranthe szechuanensis
- Erythranthe taylorii
- Erythranthe tenella
- Erythranthe thermalis
- Erythranthe tibetica
- Erythranthe tilingii
- Erythranthe trinitiensis
- Erythranthe unimaculata
- Erythranthe utahensis
- Erythranthe washingtoniensis
- Erythranthe verbenacea
- Erythranthe visibilis